# دیگو کاریوکا
دیگو سیلوا ناسیمنتو سانتوس (به پرتغالی: Diego Silva Nascimento Santos؛ زادهٔ ۶ فوریه ۱۹۹۸)، که بیشتر با نام دیگو کاریوکا شناخته می‌شود، بازیکن فوتبال اهل برزیل است که در پست وینگر چپ بازی می‌کند.

## عملکرد باشگاهی
در ۱۲ ژانویهٔ ۲۰۲۳، سومقاییت اعلام کرد کاریوکا با قراردادی قرضی تا پایان فصل به این باشگاه پیوست. در ۷ ژوئن ۲۰۲۳، سومقاییت تأیید کرد که کاریوکا در پایان قراردادش باشگاه را ترک می‌کند.